# Блаукапел
Блаукапел (нід. Blauwkapel) — селище в нідерландській провінції Утрехт. Входить до муніципалітету Де-Білт. Частина його території відноситься до муніципалітету Утрехт.
Перша згадка про населений пункт датується 1575 роком. Наразі у селищі нараховується близько 80 будинків.

## Галерея

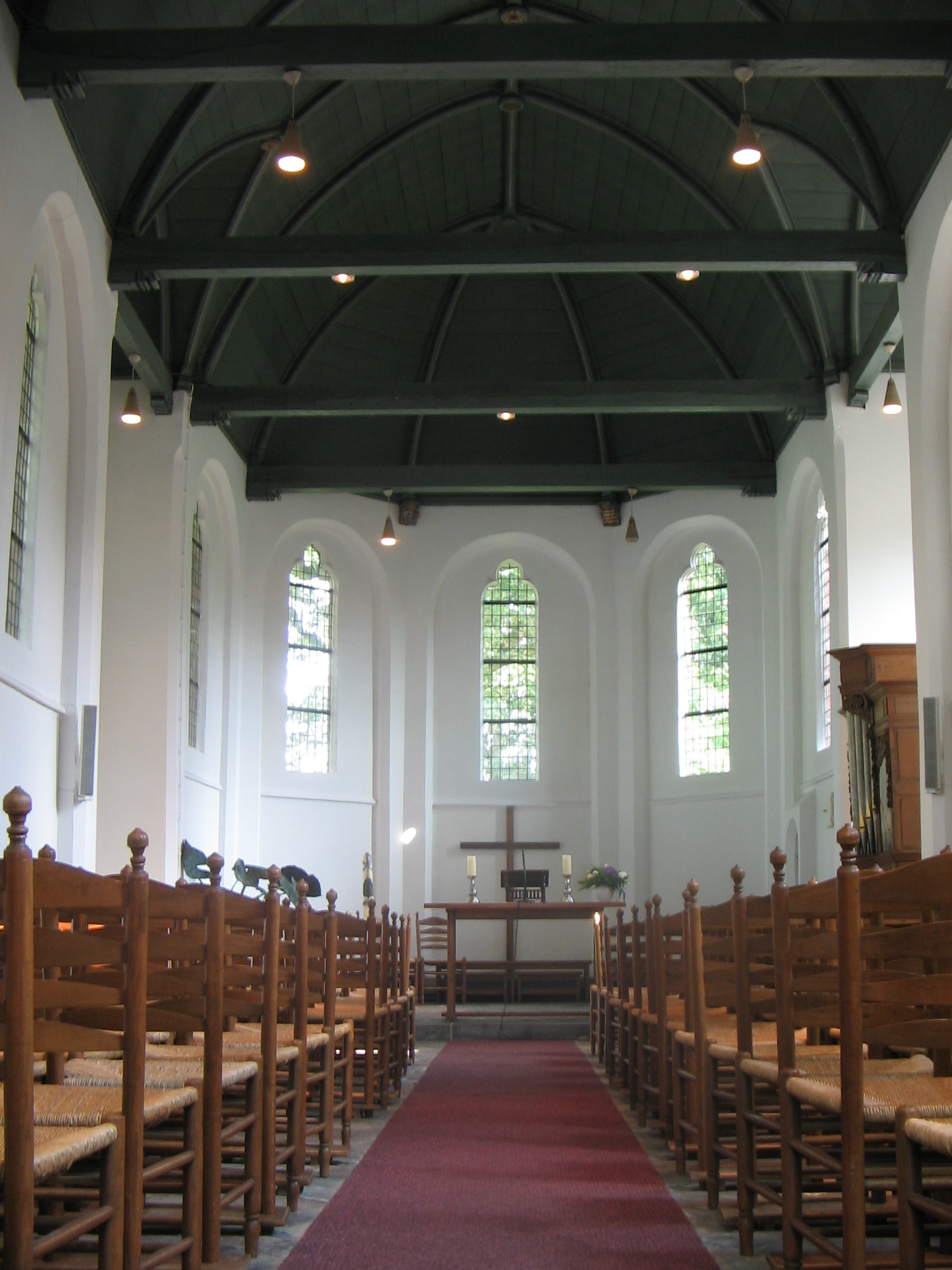
Інтер'єр церкви
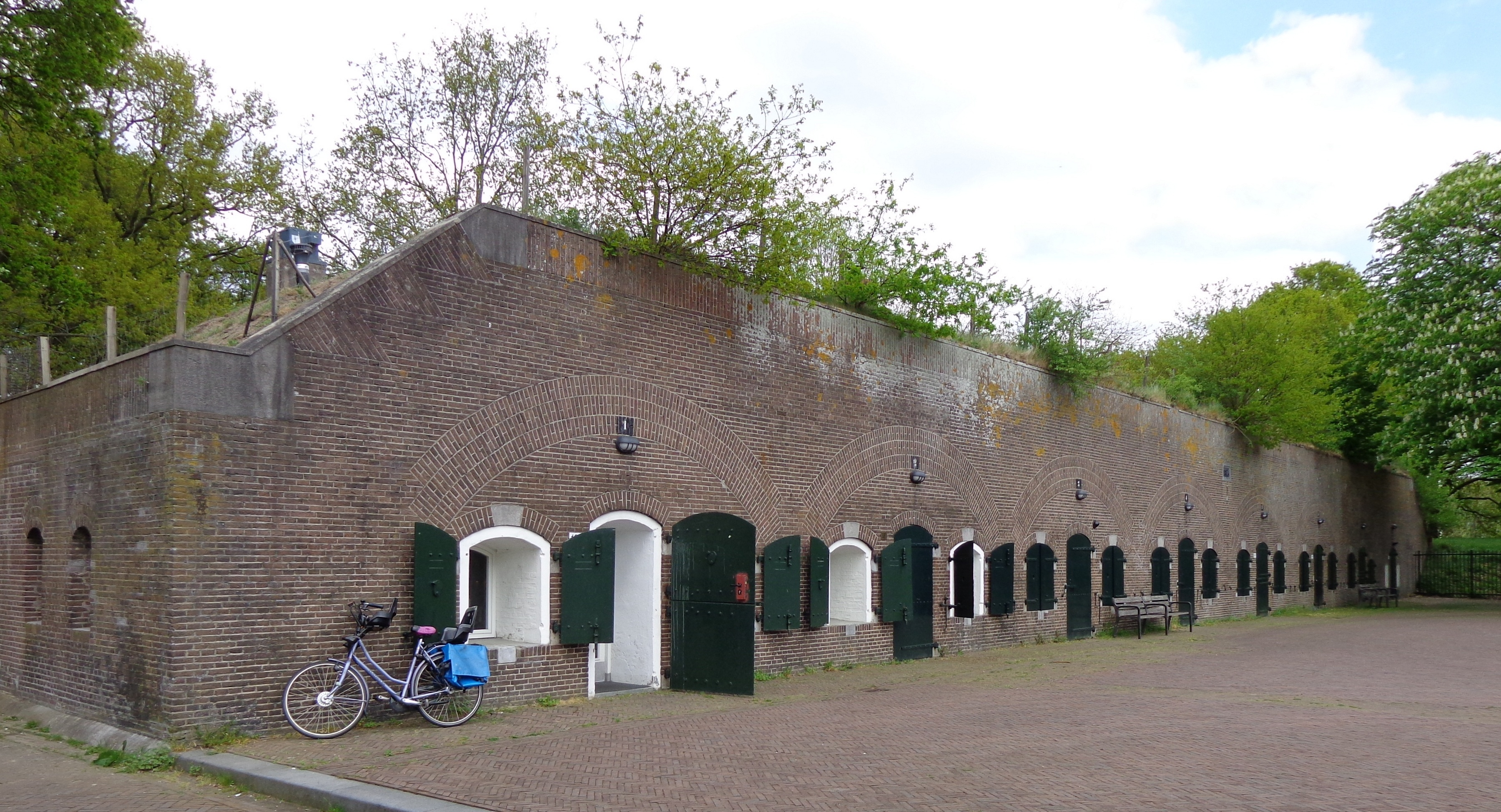
Форт Блаукапел
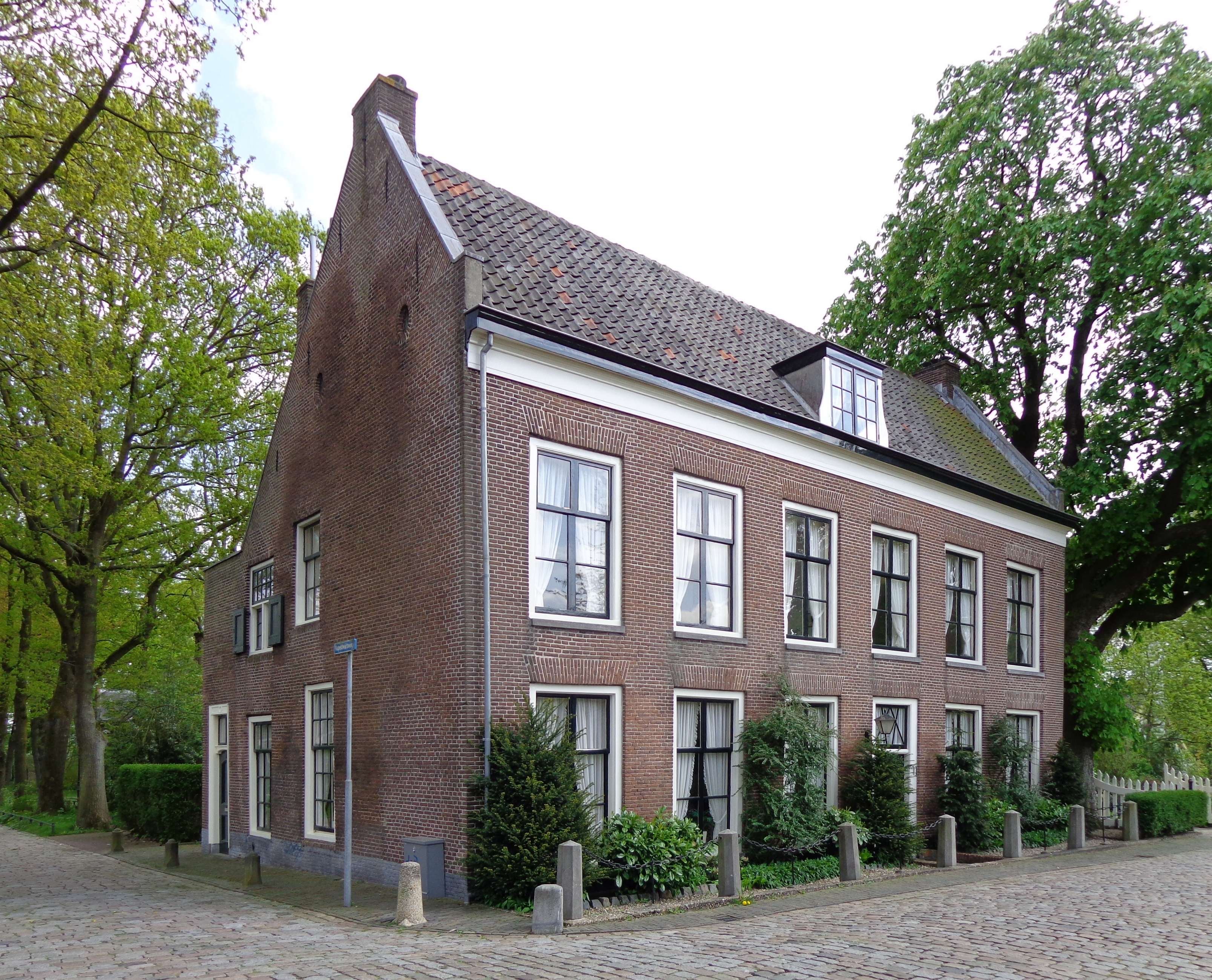
Будинок у Блаукапелі
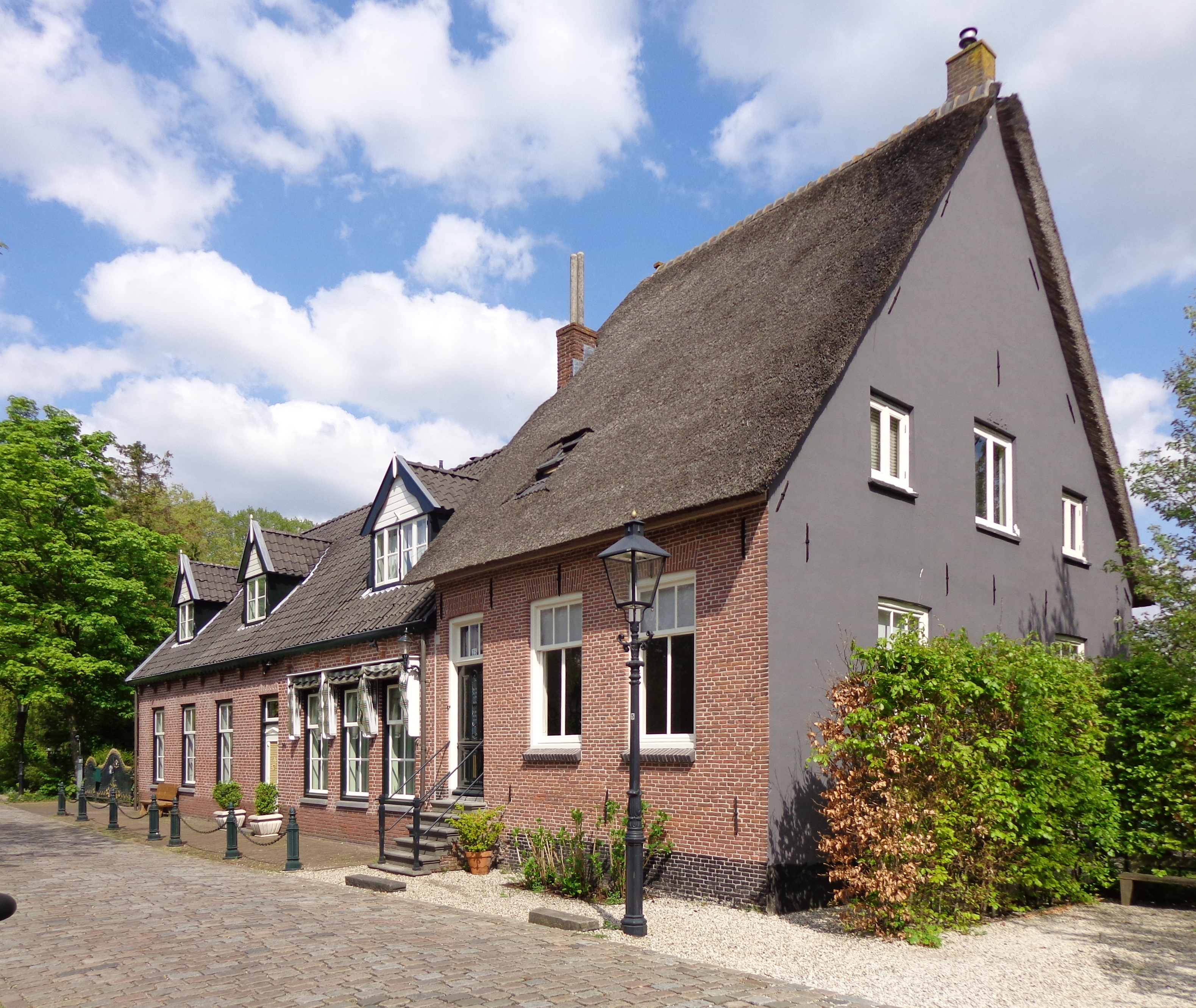
Будинок у Блаукапелі